# Namibische Hockeynationalmannschaft der Herren
Die namibische Hockeynationalmannschaft der Herren ist die Hockey-Nationalmannschaft der Namibias. Sie wird vom Verband Namibia Hockey Union nominiert. Die Mannschaft ist amtierender Afrikameister in der Halle.
Trainer für die Feldhockeymannschaft ist (Stand Juli 2024) Johann Weyhe.
Erstmals konnte sich für die Hallenhockey-Weltmeisterschaft 2011 mit Namibia eine Mannschaft aus Afrika qualifizieren, die nie zuvor bei einem internationalen Hockey-Turnier teilgenommen hat. Bisheriger einziger Vertreter aus Afrika war bei allen Wettbewerben stets die Nationalmannschaft aus Südafrika. Namibia erreichte den letzten Platz, mit nur zwei erzielten Toren.
Aktuell (Stand August 2024) rangiert Namibia auf Platz 14 der Welt- und Platz 2 der Afrikarangliste im Hallenhockey sowie Rang 7 in Afrika im Feldhockey und Rang 84 weltweit (Stand August 2024).

## Erfolge

### Weltmeisterschaften
- Hockey-Weltmeisterschaft (Halle)
  - 2011 in Posen,  Polen: 12. Platz
  - 2022 in Liège,  Belgien (Turnier abgesagt): qualifiziert
  - 2023 in Pretoria,  Südafrika: 8. Platz
  - 2025,  Kroatien: 8. Platz
- Hockey-Weltmeisterschaft (Feld): keine Teilnahme

### Olympische Spiele
- Olympische Spiele: keine Teilnahme

### Commonwealth Games
- Commonwealth Games: keine Teilnahme

### Afrikameisterschaften
- Hockey-Afrikameisterschaft (Halle)
  - 2017 in Swakopmund,  Namibia: 2. Platz
  - 2021 in Durban,  Südafrika: 2. Platz
  - 2024 in Swakopmund,  Namibia: 1. Platz
- Hockey-Afrikameisterschaft (Feld)
  - 1996 in Pretoria,  Südafrika: 5. Platz
  - 2000 in Bulawayo,  Simbabwe: 6. Platz
  - 2005 in Pretoria,  Südafrika: 5. Platz
  - 2022 in Accra,  Ghana: 7. Platz
  - 2025: qualifiziert

### Sonstige Turniere
- Champions Trophy: keine Teilnahme
- HRH Sultan Nazrin Shah International Indoor Tournament: 2023 1. Platz[3]

## Kader
Der angegebene Kader basiert auf der Nominierung für die Hallenhockey-Weltmeisterschaft 2023 in Südafrika.
| Name              | Spiele |
| ----------------- | ------ |
| David Strauss     | 50     |
| Richter van Royen | 8      |
| Liam Hermanus     | 32     |
| David Britz       | 24     |
| Fagan Hansen      | 29     |
| John-Paul Britz   | 24     |
| Nico Neethling    | 24     |
| Perty Barthram    | 21     |
| Dakota Hansen     | 32     |
| Pieter Jacobs     | 42     |
| Dylan Finch       | 24     |
| Brynn Cleak       | 39     |